# Hans Woellke
Hans Otto Woellke, né le 18 février 1911 à Bischofsburg en Prusse-Orientale et décédé le 22 mars 1943 lors d'une attaque de partisans près de Minsk en Biélorussie, est un athlète allemand. Aux Jeux olympiques d'été de 1936 à Berlin, il remporta le lancer du poids, devenant le premier athlète allemand à remporter une médaille d'or olympique.

## Palmarès

### Jeux olympiques
- Jeux olympiques 1936 à Berlin ( Allemagne)
  -  Médaille d’or au lancer du poids

### Championnats d'Europe d'athlétisme
- Championnats d'Europe d'athlétisme de 1938 à Paris ( France)
  -  Médaille de bronze au lancer du poids